# 伯布林根
伯布林根（德語：Böblingen，發音：[ˈbøːblɪŋən] ⓘ）是德国巴登-符腾堡州斯图加特行政区伯布林根县的城市，也是伯布林根县的县治，面积39.04平方千米，2023年12月31日人口为52,093人。

## 友好城市
伯布林根与以下城市结为友好城市：
- 義大利 阿尔巴（1985年）
- 土耳其 貝爾加馬（1967年）
- 苏格兰 格倫羅西斯（1991年）
- 奥地利 多瑙河畔克雷姆斯（1972年）
- 法國 蓬图瓦兹（1972年）
- 荷蘭 赫伦（1962年）
- 德国 瑟默达（1988年）